# Bảo Vinh
Bảo Vinh is een xã van Long Khánh, een thị xã in de provincie Đồng Nai.